# Augathella
Augathella is een plaats in de Australische deelstaat Queensland, en telt 395 inwoners (2006).